# Virtuti Militari
Řád Virtuti Militari je nejvyšší polské vojenské vyznamenání, které poprvé udělil v roce 1792 polský král Stanislav August Poniatowski. Uděluje se za osobní statečnost či za mistrovství ve vedení války. V původní podobě měl dvě třídy, dnes jich má pět.
V roce 1795 byl řád po rozbití Republiky obou národů zakázán, v dalších časech byl několikrát obnoven a zakázán, definitivně obnoven byl v roce 1918. Řád v průběhu dějin obdržely tisíce lidí, dále také některé bojové jednotky (např. prapor Zośka, ORP Błyskawica) a dokonce i města (např. Varšava či Lvov).

Virtuti Militari - stužky
Stříbrný kříž
Zlatý kříž
Rytířský kříž
Velitelský kříž
Velkokříž